# Sacha Polak
 (octobre 2018).
Sacha Polak, née le 29 juillet 1982 à Amsterdam, est une réalisatrice et scénariste néerlandaise.

## Biographie
Sacha Polak commence sa carrière cinématographique à 24 ans.
En 2019, elle réalise son troisième long métrage Dirty God. C'est le récit d'une jeune mère Jade défigurée à vie par une attaque à l'acide de son ancien compagnon. L'actrice Vicky Knight est elle-même une grande brûlée. Il a été tourné en anglais à Londres.

## Vie privée
La mère de Polak est morte d'un cancer du sein 11 mois après sa naissance. Elle est la fille du journaliste Hans Polak (nl).

## Filmographie

### Cinéma
- 2006 : Tar
- 2007 : El Mourabbi (nl)[5]
- 2008 : Craving[6]
- 2012 : Brother[7]
- 2012 : Hemel[8]
- 2013 : New Boobs[9]
- 2015 : Zurich[10]
- 2019 : Dirty God[11]
- 2023 : Silver Haze